# Blue Bell Creameries
Blue Bell Creameries is een Amerikaans voedselbedrijf dat roomijs maakt. Het bedrijf is opgericht in 1907 in Brenham, Texas. Gedurende het grootste deel van de eerste jaren produceerde Blue Bell zowel ijs als boter op lokaal niveau. In het midden van de 20e eeuw werd de productie van boter afgestoten en breidde het bedrijf uit, eerst in Texas en later een groot deel van de Zuidelijke Verenigde Staten. Het hoofdkantoor is gevestigd in Brenham. Het bedrijf is sinds 1919 in handen van de familie Kruse. Ondanks het feit dat het ijs in een beperkt aantal staten van het land verkocht wordt, was Blue Bell Creameries in 2015 het vierde grootste roomijsmerk in de gehele Verenigde Staten.